# Stéphane Sangral
 (septembre 2018).
Stéphane Sangral est poète, philosophe et psychiatre. Son esthétique tourne autour de la figure de la boucle. Il est l’inventeur du concept d’« individuité ».

## Biographie
Stéphane Sangral est né en 1973. Il vit et travaille à Paris.

## Œuvre
Toute l’œuvre de Stéphane Sangral peut se résumer à une interrogation sur « l’étrangeté d’être, et plus précisément d’être conscient, et plus précisément d’être conscient d’être conscient », voire, comme l'écrit Véronique Bergen, à la description et la conjuration d’une « impossible inscription dans l’être ».
C'est ainsi qu'il écrit par exemple dans son second recueil, Ombre à n dimensions (soixante-dix variations autour du Je) (Éditions Galilée, 2014) : « Je ne suis que la question “suis-je ?” errant / en ses réponses qui l'ont consumée... / Ô feu de l'angoisse en l'angoisse errant... / S'étonner d'être et vain s'y consumer... » ; ou encore « Il fait nuit dans Je suis... » Stéphane Sangral fait tourbillonner le langage et les mots, pour dire la non-appartenance à soi-même, l'étrangeté d'être, selon un tournoiement infini s'apparentant à la figure de la boucle : « Je ne suis qu'une boucle qui roule en sa boucle... »
Dans la préface de ce recueil, qui se présente comme un poème fractal, le neurophysiologiste Alain Berthoz précise que l'intuition du poète correspond au fonctionnement de notre cerveau, « essentiellement constitué de boucles neuronales, de réseaux dans lesquels l'activité est "réentrante" », et il évoque à propos de cette poésie le mystère abyssal de la conscience d'être et une « effrayante descente aux tréfonds de l'aporie d'être ». Au terme de cette errance existentielle et ontologique autour de l'énigme du Je, le poète semble aboutir à un « trou noir conceptuel » : « Je n'existe pas ! »
À propos d'un autre livre de Sangral (Là où la nuit / tombe, préfacé par Salah Stétié, Éditions Galilée, 2018), Christophe Esnault évoque aussi la figure de la boucle et parle d'« un texte qui ressasse (l’écrivain fait-il jamais autre chose) » : « Dans Circonvolutions, autre recueil de poèmes, déjà Stéphane Sangral - comme il le fait dans ses essais – utilisait la / les  boucle(s). Est-ce à croire que poésie et pensée (chez Sangral, elles sont l’une et l’autre indissociables) existent en marge du vers et du fragment, mais doivent souvent s’inscrire (et rouler) sur une sorte (ou ersatz) de rouleau de Möbius textuel, insécables ? [...] Un poème qui parvient alors à être l’extension à la pensée du poème à naître. »
Acrobate de la pensée, de la rumination et du ressassement, « Stéphane Sangral ouvre un espace qui n’appartient qu’à lui, [son écriture] le porte à la déchirure alors qu’il ne vise que la plénitude d’une totalité mystérieuse, elle l’entraîne sur les chemins arides du vocabulaire philosophique alors qu’il ne trouve la vérité de sa propre énigme que lorsqu’il ose frôler ce qui, de manière ultime, le fascine, l’utilisation poétique du langage. ». À la fois philosophique dans ses ouvrages de poésie et poétique dans ses ouvrages de philosophie, son écriture interroge à l'infini, dans un tournoiement abyssal, un « Je » mal assuré. Le livre Des dalles posées sur rien (Éditions Galilée, 2017) s'ouvre ainsi par les questions liminaires « Qui suis-je ? Qui est Je ? Qu'est-ce que le Je ? », car c'est bien la hantise du secret de sa vie, le tourment d'être l'énigme incarnée de son propre fantôme qui agite le poète-philosophe, et rend « le poème épuisé », selon le titre d'un article de Didier Ayres consacré à Là où la nuit / tombe. Bien que la pensée sangralienne soit strictement matérialiste et rationaliste, cette déclinaison à l'infini, aussi lancinante que labyrinthique, autour de l'énigme d'être, a des résonances évidentes avec la mystique, si bien que le poète et essayiste Didier Cahen s'interroge de la sorte : « On hésite, on ne sait pas ce qu’on lit : le traité d’un mystique ? L’inconscient mis à nu ? Ou le silence à l’œuvre ? [...] Au-delà des mots, sa quête finit par s‘ajuster au vide. » 
Touchant à la fois les abysses et l'absurde, au bord du gouffre, « le poème serait [ainsi] une longue pensée de la parole, seule capable de restituer le Je en son doute, sa vacuité ou son incertitude ». Comme ce « Je » (« qui tente d'incarner le "Je" universel » comme l'écrit Alain Berthoz) échappe largement à la connaissance et ne se laisse pas saisir (ou uniquement par éclairs) dans l'épreuve de sa « nuit intérieure », Anne Mounic écrit que « Stéphane Sangral est conscient du paradoxe de la connaissance, qui ne peut connaître ce par quoi elle est possible, le sujet. Les différents langages, scientifique, philosophique, poétique, qu’il mêle, et qui se heurtent, révèlent ce tiraillement de la conscience moderne, parfois (souvent) tentée d’abdiquer le caractère inouï de la subjectivité singulière. »
On reconnaît aussi dans l'écriture de Stéphane Sangral l'influence sous-jacente de la musique contemporaine, comme le souligne Didier Ayres dans un article consacré au recueil Circonvolutions (soixante-dix variations autour d’elles-mêmes) (Éditions Galilée, 2016), parlant d'« une expérience de langage » qui déconstruit « physiquement et métaphysiquement le poème », et dont la musicalité constitue une « mécanique langagière qui s’affirme dans le ressassement, dans la répétition et qui épuise le sens des mots », dans le but d'accéder à un sens plus profond. Le compositeur Pierre Henry lui dira, au sujet de "Méandres et Néant" : "nous avons les mêmes univers...".
L’œuvre sangralienne, dans sa totalité, s’engendre à partir d’un distique, présent à l’ouverture de tous ses livres, qui en sont ainsi l’expansion poétique et/ou philosophique : « Sous la forme l’absence s’enfle et vient le soir / et l’azur épuisé jusqu’au bout du miroir… ». L’auteur, dans une interview, prendra l’image d’une pyramide renversée, instable fatalement, reposant sur sa pointe, c’est-à-dire reposant sur ce distique, et projetant vers le haut ses quatre faces qui seraient les quatre cycles de l’œuvre : le cycle de philosophie sociale, celui de poésie, celui de littérature, et celui enfin de philosophie ontologique.  
Dans cette œuvre, « le commencement est un nombre » dira Jean-Luc Bayard. Il y a, disséminés dans ses différents livres, de nombreux codages numériques, mais le principal résulte du nombre de lettres de ce distique : soixante-dix. Le soixante-dix est la multiplication du sept (nombre magique dans de multiples traditions, et par extension symbole de l'art) et du dix (nombre mathématique par excellence, et par extension symbole de la science), c’est-à-dire la potentialisation mutuelle de la sensibilité et de la rationalité, dans le but d’ouvrir le champ aussi bien à la subjectivité qu’à l’objectivité, et surtout à la sublimation de l’une par l’autre. On peut également noter que ce nombre « fait écho à l’année de naissance du frère défunt (1970), dédicataire de l’œuvre » (le 70 étant, en chacun des livres, écrit en italique).

## Le concept d'individuité
Le concept majeur de la pensée sangralienne est le concept d’« individuité ». 
Sa définition simplifiée est : désacralisation totale de tout groupe, sacralisation à égalité de tout individu.
La base ontologique de ce concept est constituée d’une dialectique entre, d’une part, l’inexistence d’un soi suprême au sommet de son esprit, la virtualité du Je (« Ne pas être dupe de son Je » résumera Jean-Claude Leroy), étayée par les neurosciences et les sciences cognitives, et d’autre part le fait que cette inexistence et cette virtualité n’ont de sens que dans la stricte dimension objective, autrement dit le fait que dans la dimension subjective (et donc intersubjective) le Je existe, et existe même comme un absolu : « c’est justement sa virtualité qui peut nous permettre de profiter pleinement de ce qualificatif d’absolu. Le rien et le tout du Je ne s’opposent pas, bien au contraire, car c’est seulement en assumant réellement son rien, en intégrant réellement la liberté que ce rien implique, l’absence de limite que magnifiquement il suppose, que l’on peut accéder au fait d’éprouver réellement son tout. » 